# Homophobie en France
Pour des articles plus généraux, voir LGBTI en France et Homophobie.
Cet article sur l'homophobie en France concerne l'homophobie institutionnelle et dans la société.

## Histoire

### Pénalisation de l'homosexualité
Jusqu’à la fin du XVIIIe siècle, les relations homosexuelles sont en principe interdites par la loi, celle-ci étant appliquée de manière plus ou moins zélée suivant les époques et les cas (et souvent utilisée comme prétexte politique, comme contre les Cathares ou certains intellectuels).
L'homosexualité sera dépénalisée par les constituants à la suite de la révolution de 1789 qui se fonde sur les droits de l'homme (par la loi du 25 septembre - 6 octobre 1791, qui adopta le Code pénal, dont un fait remarquable est l'absence de mention de la sodomie, considérée jusque-là comme un crime, ou tout autre terme désignant les rapports homosexuels) et cette dépénalisation restera constante pour les rapports homosexuels privés entre adultes consentants jusqu'à nos jours.

Le régime de Vichy, par la loi du 6 août 1942 modifiant l’alinéa 1 de l’article 334 du Code pénal, établit une distinction discriminatoire dans l’âge de consentement entre rapports homosexuels et hétérosexuels :
Cette loi crée une distinction explicite entre rapports homosexuels et hétérosexuels s’agissant de l’âge à partir duquel un mineur civil peut entretenir une relation sexuelle avec un adulte, sans que cet adulte commette une infraction pénalement réprimée (21 ans pour les rapports homosexuels et 13 ans pour les rapports hétérosexuels puis 15 ans à partir de 1945).

À la Libération, François de Menthon, ministre de la Justice dans le Gouvernement provisoire de la République française du général de Gaulle, signe l’ordonnance du 8 février 1945, qui transfère l’alinéa 1 de l’article 334 et l’ajoute à l’article 331 comme un troisième alinéa :
« Sera puni d’un emprisonnement de six mois à trois ans et d’une amende de 60 francs à 15 000 francs quiconque aura commis un acte impudique ou contre nature avec un individu de son sexe mineur de vingt et un ans. »
— Article 331 de l’Ancien code pénal
Ce transfert est justifié ainsi :

« L’acte de l’autorité de fait dit loi no 744 du 6 août 1942 modifiant l’article 334 du Code pénal a réprimé les actes homosexuels dont serait victime un mineur de vingt et un ans. Cette réforme inspirée par le souci de prévenir la corruption des mineurs ne saurait, en son principe, appeler aucune critique. Mais en la forme une telle disposition serait mieux à sa place dans l’article 331. »

En 1974, l’âge de majorité sexuelle pour les rapports homosexuels est abaissé à 18 ans (la loi change l’âge de majorité de 21 ans à 18 ans dans tous les articles du Code civil et du Code pénal). Avec cette modification, l’alinéa 3 de l’article 331 reste dans le Code pénal jusqu’au 4 août 1982, date où entre en vigueur la loi Raymond Forni, rapportée par Gisèle Halimi et soutenue par Robert Badinter, adoptée le 27 juillet 1982,.
En plus de l’article 331 du Code pénal, une seconde loi faisait mention explicitement de l’homosexualité : l’ordonnance du 25 novembre 1960 (créant l’alinéa 2 de l’article 330 du Code pénal), prise à la suite de l’amendement Mirguet, qui doublait la peine minimum pour outrage public à la pudeur quand il s’agissait de rapports homosexuels. Cette disposition a été supprimée en 1980 sur proposition du gouvernement Raymond Barre (présentée par Monique Pelletier, secrétaire d’État, reprenant la proposition de loi no 261 du 8 février 1978 d’Henri Caillavet).

### Fichage policier
Malgré la dépénalisation de l'homosexualité, une police administrative est mise en place dès avant la Révolution et s’intensifie sous la monarchie de Juillet et le Second Empire autour des groupes d’homosexuels, notamment parisiens. Elle se caractérise par un recensement écrit, sous forme de fiches, des homosexuels identifiés, des prostitués homosexuels et travestis, le tout compilé dans les « registres des pédérastes ». Le but de ce fichage systématique était essentiellement de prévenir les chantages et les scandales publics tout en contrôlant la prostitution. Le fichage des homosexuels par la police s’est poursuivi jusqu’en 1981.

### Refus de l'égalité des droits
La célébration illégale et annulée par le procureur de la République, par Noël Mamère, du premier mariage entre personnes de même sexe français, le 5 juin 2004 à Bègles, a été suivie d'une vague d'expression d'homophobie notable ; Serge Simon a compilé dans son livre Homophobie 2004 France une sélection des plus de 4 000 lettres, photographies, dessins et affiches d'insultes, de menaces, et de haine reçus par Noël Mamère.
Le 31 janvier 1999, 100 000 personnes défilent à Paris contre le PACS ; à l'instigation de la députée UDF Christine Boutin, par le collectif Génération Anti-PacS composée d'organisations familiales et religieuses. C'est une des rares manifestations où des hommes politiques de droite voire d'extrême droite et des croyants de différentes confessions (catholique, juive, musulmane…) ont fait marche commune.
Une opposition au mariage homosexuel et à l'homoparentalité en France se manifeste notamment à partir du 15 août 2012, peu avant la présentation du projet de loi « mariage pour tous », qui devient après un vote du Parlement une loi promulguée de la République le 17 mai 2013. En octobre 2012, des responsables des principaux cultes en France apparaissaient ensemble devant un groupe de travail UMP à l’Assemblée nationale contre le projet de loi du mariage homosexuel qu’ils désapprouvent. L’archevêque de Lyon Philippe Barbarin, le pasteur Claude Baty, président de la Fédération protestante de France (FPF), Mohammed Moussaoui, président du Conseil français du culte musulman (CFCM) et le grand rabbin Haïm Korsia, y sont auditionnés. Dans une lettre le même mois, le grand rabbin de France Gilles Bernheim s'oppose au projet du « mariage pour tous ».
Dans ce cadre, les propos homophobes publics sont fréquents. En 1998, les débats sur le Pacte civil de solidarité à l'Assemblée nationale sont prétextes à certaines répliques : « Il n'y a qu'à les stériliser », « [Un registre spécial sera créé] par les services vétérinaires ! ». D'une manière similaire, Emmanuel Hamel a, en séance de lecture au Sénat lors des discussions sur le PACS, déclaré, entre autres, que l'acronyme PACS signifiait « Pacte de contamination sidaïque ».
En 2004 et 2005, notamment à l'Assemblée nationale lors des débats concernant la loi sur les propos injurieux ou diffamants à propos de l'orientation sexuelle, le député UMP du Nord Christian Vanneste déclare qu'« il existe un modèle social qui est celui du mariage hétérosexuel et de l'éducation des enfants » et que, face à ce modèle social, l'homosexualité est « une menace pour la survie de l'humanité ». Poursuivi en justice par trois associations, il est dans un premier temps condamné, le tribunal estimant qu'il avait « manifesté de manière outrageante son intolérance » mais il est relaxé en cassation en 2008. La Cour procède à une cassation sans renvoi, estimant que les propos ne dépassaient pas les limites de la liberté d'expression (cf. infra).

## Pratiques discriminatoires par les institutions

### Don du sang
Les hommes ayant des relations sexuelles avec des hommes (HSH) sont officiellement écartés du don du sang jusqu'en 2016, date à laquelle leur a été imposé un délai d'abstinence de 12 mois. Ce délai devrait passer à 4 mois en 2020. Si cette différence est régulièrement qualifiée de discriminatoire,, l'association AIDES rappelle quant à elle que « le don du sang n’est pas un droit et qu’il n’a pas à répondre à une demande sociale des donneurs mais aux besoins des receveurs » et que « ces critères d’exclusion ne constituent pas des motifs de discrimination dès lors qu’ils reposent sur des données scientifiques et une certaine proportionnalité ».
La plupart des associations de défense des LGBTI militent pour que ne soit retenue que la notion de « pratiques à risques et non l'appartenance à un groupe jugé à risque ».

### Aide à la procréation
L'aide à la procréation ou procréation médicalement assistée (PMA) n'était pas accessible aux lesbiennes jusqu'en 2020, comme c'était déjà le cas en Belgique ou en Espagne,,,. Après 2020, des discriminations hospitalières sont par ailleurs rapportées.

### Adoption
Selon l'Association des parents gays et lesbiens en 2018, les LGBTI sont discriminés pour l'adoption.

## Désapprobation sociale
Si l'homosexualité est tolérée chez de nombreux grands personnages historiques, elle n'en est pas moins raillée par certains auteurs moralistes. Par exemple, le Duc de Saint-Simon ne manque pas une occasion dans ses Mémoires de fustiger l'apparence de Philippe d'Orléans (alias Monsieur, frère du Roi Louis XIV) :

« C'était un petit homme ventru, monté sur des échasses tant ses souliers étaient hauts, toujours paré comme une femme, plein de bagues, de bracelets et de pierreries partout, avec une longue perruque toute étalée devant, noire et poudrée et des rubans partout où il en pouvait mettre, plein de sortes de parfums et en toutes choses la propreté même… »

— Louis de Rouvroy, duc de Saint-Simon, Mémoires.
Au dix-huitième siècle, Voltaire qualifie l'homosexualité d'« abomination dégoûtante » et d'« attentat infâme contre la nature ». Son contemporain Claude-Joseph de Ferrière définit en 1769 la « luxure abominable » « qui mérite peine de mort » par ces mots :

« On appelle luxure abominable celle qui consiste dans la bestialité, l’inceste, la sodomie, le commerce impudique des femmes luxuriant avec elles-mêmes, qui sont tous crimes exécrables qui proviennent de l’impiété & de l’irréligion, & qui méritent peine de mort. »

— Claude-Joseph de Ferrière, Dictionnaire de droit et pratique.
En 1971 est créé le Front homosexuel d'action révolutionnaire, donnant une visibilité radicale au mouvement gay et lesbien de l'époque. Proche de l'extrême gauche (la droite rejetant à l'époque l'homosexualité comme une perversion, le PS la réduisant à des préférences devant rester de l'ordre de la vie privée, et le PSU, quoique plus ouvert aux homosexuels, ne partageant pas son projet révolutionnaire), il doit cependant faire face à l'hostilité jusque dans ce milieu-là : en juin 1972, la LCR publie dans son périodique Rouge : « Nous n'avons aucune hostilité de principe contre la lutte que mènent les homosexuels contre l'ostracisme dont les entoure la société bourgeoise, nous n'en trouvons que plus lamentables les grotesques exhibitions du FHAR, lors des dernières manifestations […]. En se comportant comme des “grandes folles”, les homosexuels du FHAR révèlent à quel point ils sont victimes de l'oppression sexuelle bourgeoise ». Le PCF est davantage hostile, Pierre Juquin déclarant dans un entretien de mai 1972 au Nouvel Observateur : « La couverture de l'homosexualité ou de la drogue n'a jamais rien eu à voir avec le mouvement ouvrier. L’une et l'autre représentent même le contraire du mouvement ouvrier » alors que Jacques Duclos, répondant à un militant du FHAR lors d'un meeting à la maison de la Mutualité qui lui demandait si son parti a « révisé sa position sur les prétendues perversions sexuelles » répond : « Comment vous, pédérastes, avez-vous le culot de venir nous poser des questions ? Allez-vous faire soigner. Les femmes françaises sont saines ; le PCF est sain ; les hommes sont faits pour aimer les femmes ». Lutte ouvrière considère pour sa part que les publications du FHAR sont « à la hauteur des graffitis de pissotière », reflétant l'« individualisme petit-bourgeois ».

### Religions
Une étude IFOP de 2019 indique que 63 % des personnes de confession musulmane interrogées perçoivent l'homosexualité comme « une maladie » ou « une perversion sexuelle », contre 20 % chez les catholiques pratiquants et 10 % chez les « sans religion ». Pour 29 % des musulmans interrogés , les violences contre les homosexuels sont parfois compréhensibles. C'est presque le triple que chez les sans religion (10 %) et les catholiques (9 %, et 11 % chez les pratiquants).
Néanmoins, l'institut précise que les profils des agresseurs relativisent les discours « tendant à réduire l'homophobie aux musulmans ou aux jeunes des quartiers à forte concentration d'immigrés ». En effet, seuls 2% et 6% des victimes d'agression décrivent leurs agresseurs comme étant respectivement noirs ou « maghrébins »,.

### Milieu professionnel
Le rapport sur l'homophobie dans l'entreprise commandé par la HALDE et publié en 2008, révèle que 12 % des homosexuels interrogés estiment avoir été mis au moins une fois hors jeu lors d'une promotion interne et 4,5 % être moins rémunérés à poste et qualification identiques. Selon un autre sondage, 17 % des salariés du secteur privé (resp. 8 % dans le secteur public) considèrent qu'être homosexuel est plutôt un inconvénient pour évoluer dans une entreprise (resp. dans la fonction publique).
La principale difficulté pour évaluer, en France, l'ampleur d'une éventuelle discrimination salariale en fonction de l'orientation sexuelle est l'absence de sources statistiques fiables permettant d'identifier précisément les populations homosexuelles gay et lesbienne et leurs principales caractéristiques individuelles et économiques : âge, lieu de résidence, salaire, secteur d'activité, qualifications, etc.
Malgré ce vide statistique un article récent a néanmoins proposé une première évaluation de l'écart de salaire entre travailleurs/travailleuses homosexuels et hétérosexuels, à partir d'un échantillon de salariés homosexuels constitué des membres des couples de même sexe identifiés grâce aux différentes éditions de l'Enquête Emploi de l'Insee, en prenant soin d'exclure les différentes formes de cohabitation dont l'origine n'est pas liée à l'orientation sexuelle : cohabitation étudiante, économique, de migration, post-veuvage, etc. Il s'agit à ce jour de la seule étude disponible concernant la discrimination basée sur l'orientation sexuelle en France,.
La comparaison des salaires des travailleurs homosexuels à ceux de salariés hétérosexuels partageant les mêmes caractéristiques pour les variables prises en compte par l'étude, montre que les hommes homosexuels subissent en France une pénalité, aussi bien dans le secteur privé, −6,2 %, que dans le secteur public, −5,5 %.
Pour donner un ordre de grandeur, cet écart est supérieur à la discrimination salariale hommes/femmes (évaluée aujourd'hui en France à environ −5,4 %), « ce qui souligne l'ampleur de la discrimination affectant les homosexuels masculins » selon l'étude de Thierry Laurent et Ferhat Mihoubi. Les lesbiennes bénéficient au contraire d'une prime modérée : 1,5 % dans le secteur privé et entre 0 et 1,5 % dans le secteur public.
Toujours selon la même enquête, la discrimination subie par les salariés gays ne se caractérise probablement pas par un moindre salaire à poste identique (qui serait susceptible de recours légaux) mais plutôt par un profil de carrière en retrait, résultat de transitions dans l'entreprise, en moyenne, moins favorables (moindre fréquence ou ampleur des promotions). Faible en début de carrière la discrimination s'exprime cependant plus tard, à partir du moment où l'orientation sexuelle du salarié est progressivement révélée dans l'entreprise.
Enfin, les deux chercheurs ont montré que dans le secteur privé, le désavantage salarial subi par les homosexuels masculins est plus élevé pour les travailleurs qualifiés que pour les non-qualifiés et — dans les deux secteurs — pour les vieux que pour les jeunes. La discrimination est également plus faible à Paris que dans le reste de la France.
Les raisons qui expliquent des différences de rémunérations en fonction de l'orientation sexuelle sont de plusieurs ordres.
Une première raison ressort non pas d'une discrimination mais d'« inégalités compensatrices ». En effet, les femmes hétérosexuelles, anticipant une activité plus domestique après le mariage, limitent leur investissement professionnel tandis qu'au contraire les hommes, une fois mariés, devront compenser l'activité domestique de leur épouse, ce qui a des conséquences sur les différences de salaire entre les hommes et les femmes. Les homosexuels, n'étant pas liés par les mêmes contraintes, n'adoptent pas ces stratégies de sorte que les femmes homosexuelles investissent davantage en capital humain que les femmes hétérosexuelles tandis que les hommes homosexuels investissent moins que les hommes hétérosexuels ce qui conduit à prévoir des différences de salaire favorables aux lesbiennes et défavorables aux gays.
Une deuxième raison consiste en la discrimination, qu'on peut diviser en deux types : la préférence pour la discrimination et la « discrimination statistique ». La première désigne une différence de comportement face aux homosexuels à raison de leur orientation sexuelle en tant que telle. Les hommes la subissent davantage que les femmes. La seconde désigne la discrimination qui résulte de l'opinion que se fait l'employeur sur la productivité d'un groupe. Les gays, qui sont plus souvent infectés par le SIDA que le reste de la population, et qui sont dès lors reliés à des surcoûts par l'employeur, subissent cette discrimination tandis que les lesbiennes, assimilées à des femmes à poigne et sans enfants, en bénéficient.

## Crimes et attentats homophobes

### Atteinte contre des évènements LGBT
En juin 2022, la Pride de Bordeaux a été interrompue par des contre-manifestants brandissant une banderole anti-LGBT.

### Atteintes contre des lieux LGBT
En juillet 2023, le centre LGBT d'Angers a subi un début d'incendie et un bar LGBT de Brest a été la cible de menaces et a fermé temporairement.
En février 2023 et à la suite de l'incendie d'un centre LGBT dans le quartier de La Source à Saint-Denis à La Réunion,, le CORAH (Comité Opérationnel de lutte contre le Racisme, l’Antisémitisme et la Haine anti-LGBT) se réunit pour mettre en œuvre de nouvelles actions contre les débordements anti-LGBT, une tribune en ce sens appelant à la tolérance a été publiée au mois de mars 2023.

### Violences physiques
En 2022, l'association SOS homophobie a recensé 184 cas d'agressions physiques LGBTphobes, soit une agression physique tous les deux jours, ce qui correspond à une hausse de 28% par rapport à 2021.
En 2006, en France, Bruno Wiel, jeune homme homosexuel, est passé à tabac et laissé pour mort après avoir été torturé et violé par quatre jeunes gens. Le procès, qui a lieu en 2011, est relayé dans la presse et les journaux nationaux. Les agresseurs sont condamnés à des peines de seize à vingt ans de prison.
En septembre 2009 à Rouen, 3 hommes décident  de tendre un piège à un autre jeune homme sur un lieu de rencontre. Ils se jettent sur la victime et le rouent de coups de pied, de poing et de coups de crosse de pistolet, et le déshabillent. L’un de ses agresseurs lui enfoncera un bâton dans l’anus. Convaincus que leur victime ne survivra pas, les trois agresseurs le laissent pour mort et incendient son véhicule. Il sera brûlé à 30%, au torse, au visage et aux jambes. Il est découvert le lendemain, aux alentours de midi, par des automobilistes, agonisant. L'un des instigateurs des faits aurait reconnu son intention de « se faire un pédé » au cours de sa première audition. « L’homosexualité est contre nature, contre Dieu, elle est le diable. Le mode de vie et la mentalité des homosexuels sont sales, ils ont pris le mauvais chemin et le paradis leur sera refusé le jour du jugement », aurait-il expliqué aux policiers. La victime sera plongée dans un coma artificiel et restera plus de quatre mois à l’hôpital, pour des soins intensifs. Les trois agresseurs ne seront interpellés qu’en février 2011.

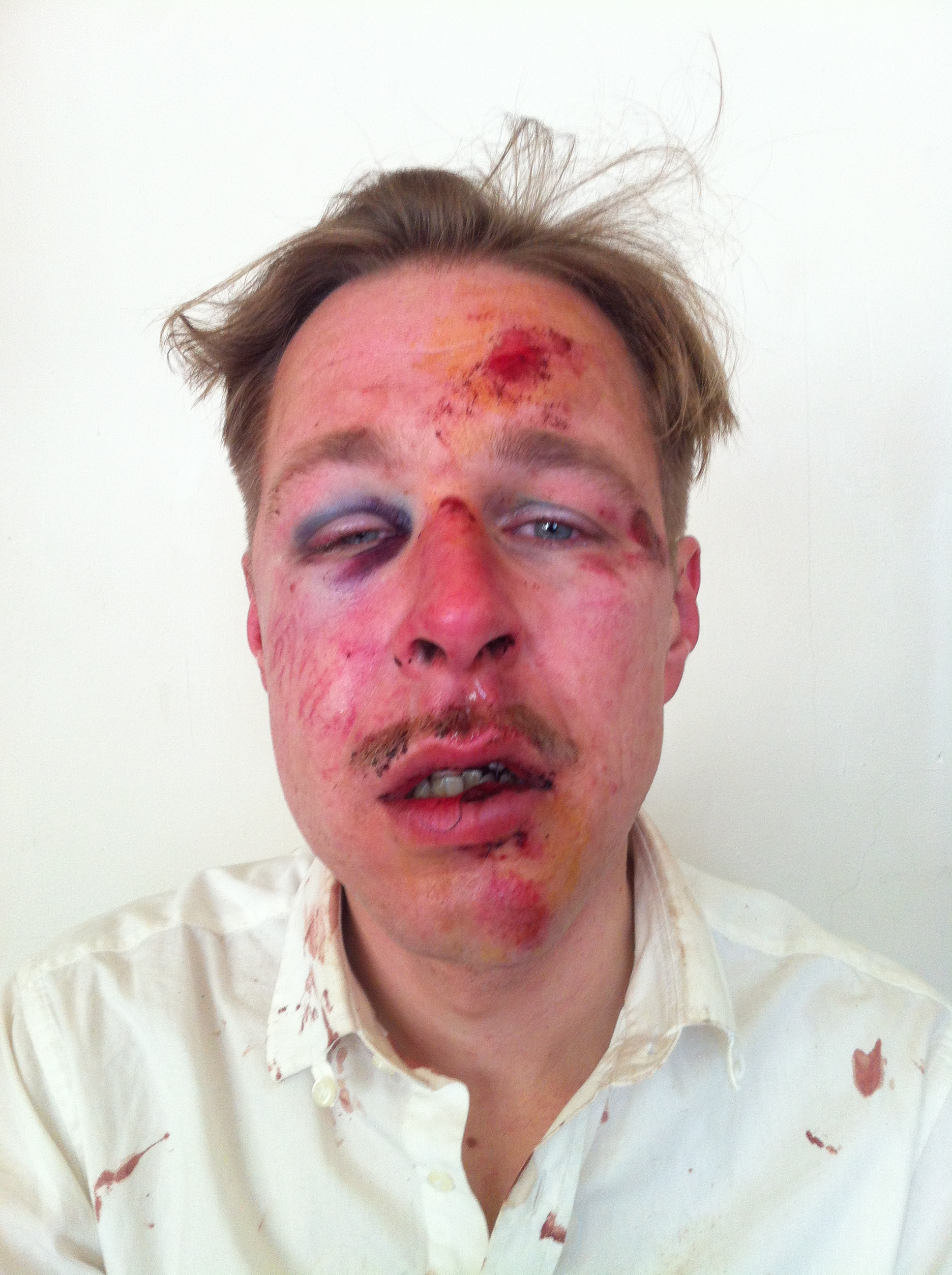
Wilfred de Bruijn après son agression pendant le débat sur le mariage homosexuel en France,.

Dans la nuit du 6 au 7 avril 2013, Wilfred de Bruijn est agressé avec son compagnon, rue des Ardennes, dans le 19e arrondissement de Paris ; il publie sur les réseaux sociaux la photo de son visage tuméfié, qui devient un « symbole » pour les associations LGBT, afin de dénoncer un climat devenu homophobe et violent, selon elles, depuis le début des débats parlementaires relatifs au projet de loi sur le mariage entre personnes de même sexe, bien qu'aucun lien n'ait pu être démontré entre les débats en cours et cette agression. Quatre individus (âgés de 17 à 19 ans) d'une « cité » du 19e arrondissement, déjà connus des services de police pour faits de violence, sont interpellés en septembre 2013 ; ils sont mis en examen le 20 septembre 2013 pour violences aggravées en réunion. Selon certaines sources, les suspects avaient en fait été identifiés dès les jours suivant l'agression, mais n'ont été interpellés que cinq mois plus tard.
En 2014, pour la première fois, des chiffres officiels concernant les actes homophobes et transphobes commis en France et relevés par la police nationale sont communiqués par l'association Flag ! lors de son assemblée générale ; 253 faits auraient ainsi été enregistrés. En 2015, Flag ! présente des chiffres en forte hausse tant dans la police nationale qu'en gendarmerie nationale avec 1181 actes homophobes et transphobes recensés, dont, en zone gendarmerie, 90 % relevant de la loi de la presse[source insuffisante].
Le 23 mars 2018, lors des attaques islamistes de Carcassonne et de Trèbes, le terroriste abat au pistolet un homme et en blesse grièvement un autre, en pensant qu'ils sont homosexuels. C'est la première fois qu'un attentat se produit contre la communauté homosexuelle en France.
En juin 2018, deux hommes suspectés de préparer un attentat contre des homosexuels en France sont arrêtés près de Paris Ils ont des profils de djihadistes, l'un des deux suspects étant membre de la mouvance salafo-djihadiste.
Dans la nuit du 4 au 5 mars 2019, à Drancy, trois jeunes, dont deux mineurs, passent à tabac et poignardent un homme de 29 ans après lui avoir tendu un « guet-apens » par une application utilisée pour les rencontres homosexuelles.
En mai 2019, l'agresseur de Julia, une jeune femme transgenre insultée, bousculée et frappée à Paris, a été condamné à dix mois de prison, dont six mois ferme pour transphobie.
Le 13 août 2020 , 2 hommes sont poignardés à Lille. 5 « jeunes » sont mis en examen pour tentative d'homicide à caractère homophobe.
Le 7 avril 2021, un homme a reconnu être l'auteur du meurtre avenue de Laon à Reims. Le suspect a reconnu avoir violé et porté 14 coups de ciseau à un homme de 50 ans, avant de mettre le feu à ses vêtements et couper ses cheveux pour masculiniser la victime. Un crime homophobe selon le procureur de Reims.
Le 28 mai 2021, la cour d'assises de Paris a condamné un homme à 14 ans de réclusion criminelle pour « viol en raison de l'orientation sexuelle » sur une femme lesbienne. En mars 2020, l'agresseur de 25 ans avait été condamné à 15 ans par la cour d'assises de la Seine-Saint-Denis. Mais la circonstance aggravante de l'homophobie n'avait pas été retenue.

### Violences verbales
En juin 2023, des inscriptions appelant à la mort des personnes LGBT sont découvertes dans une rue de Nantes.

## Une homophobie plus marquée dans certains territoires
- Si vous ne connaissez pas le sujet, laissez ce bandeau (vous pouvez alors contacter les auteurs).
- Si vous supprimez le contenu mis en cause (vous pouvez préalablement contacter les auteurs),

argumentez précisément cette suppression dans la page de discussion
(un manque de référence n'est pas un argument ; une recherche réelle de référence doit avoir été effectuée, être formellement documentée).

### En Corse
Selon France Inter en 2021, la communauté LGBTQI+ dénonce un tabou persistant sur l'île sur l'homosexualité et l'homophobie, les homosexuels devant soit se cacher, soit partir. Il n'y a ni bar gay, ni marche des fiertés, ni centre d'information, et les associations de défense des droits des personnes LGBT qui ont vu le jour sur l’île depuis quelques années ont la plupart de leurs militants et membres installés sur le continent. La première marche des fiertés a lieu en juin 2023, sans aucun soutien institutionnel, local, régional ou national. L’annonce de la Marche des fiertés a déclenché une vague d’insultes à caractères homophobes et transphobes, notamment sur les réseaux sociaux « sur un territoire réputé pour son conservatisme ». L’association de lutte contre l’homophobie et la transphobie Arcu («arc-en-ciel» en corse), dénonce l’homophobie sur l’île incluant «harcèlement, d’humiliations et d’agressions».

### En Outre-mer
Des associations lesbiennes gaies bi et trans (LGBT) noires qui ont émergé dans les années 2000 s’accordent à dénoncer, de manière problématique, une homophobie particulièrement violente aux Antilles. En 2018, un rapport publié par l'Assemblée nationale soulignait que la haine anti-LGBT était plus virulente en Outre-mer que dans l'Hexagone,.

### En banlieues
Selon L'Express en 2004, lorsque l'association SOS Homophobie a lancé un premier appel à témoignages, elle a reçu des appels de victimes de la France entière sauf des banlieues, mais des témoignages de viols collectifs, de passage à tabac par des bandes jeunes ou d'agressions tortures à domicile ont commencé à remonter mais sans pouvoir porter plainte au commissariat de quartier ou en parler à leurs familles.
L'association STOP Homophobie constate une augmentation à la fin des années 2010 des actes homophobes en région parisienne et en particulier dans les « banlieues ».
Pour Flora Bolter, codirectrice de l'Observatoire LGBT+ de la Fondation Jean Jaurès, l'homophobie dans les quartiers dits sensibles « n'est pas réellement mesurable » mais « il est plus difficile de s'y afficher comme LGBT ».
Selon une étude Ifop de 2019, 21 % des hommes hétérosexuels des banlieues populaires (les 25 % des villes les plus pauvres de banlieue) estiment que l'homosexualité est « une maladie » ou « une perversion sexuelle » contre 16 % dans les villes-centre et 10 % dans les villes isolées à avoir la même opinion. Il en ressort donc une différence mais de seulement 5 points. L'écart est plus faible concernant les couples qui s'embrassent : 43 % en banlieue populaire contre 39 % dans les villes plus riches.
Selon Johan Cavirot, président de Flag !, association qui défend les forces de l'ordre LGBT, « Les banlieues vont être plus sujettes à la violence physique alors que dans des quartiers plus riches, on assiste à une violence plus psychologique ». Il s'appuie notamment sur une application permettant de dénoncer les actes homophobes.
Dans le 16e arrondissement de Paris, « les violences seront plutôt intrafamiliales, avec des enfants mis à l'écart, envoyés chez des psychologues ou dans des thérapies de conversion, ce qui est plus difficile à repérer » tandis que dans les banlieues défavorisées, « les habitants restent plus entre eux et ne développent pas la même ouverture d'esprit que dans des villes où les personnes LGBT sont plus visibles ».
Pour lui, les jeunes parisiens peuvent « cacher leur orientation sexuelle à la maison et l'extérioriser en sortant dans certains quartiers, sans être identifiés » alors que dans les banlieues sensibles « il n'y a aucune soupape de sécurité, entre l'école, le terrain de foot et les parents qui se connaissent, les jeunes LGBT restent sous cloche ».

## Lutte contre l'homophobie
La région PACA a été la première, en 2011, à adopter une « motion visant à lutter spécifiquement contre l’homophobie », à l'instigation des élus Verts.

### Interventions en milieu scolaire

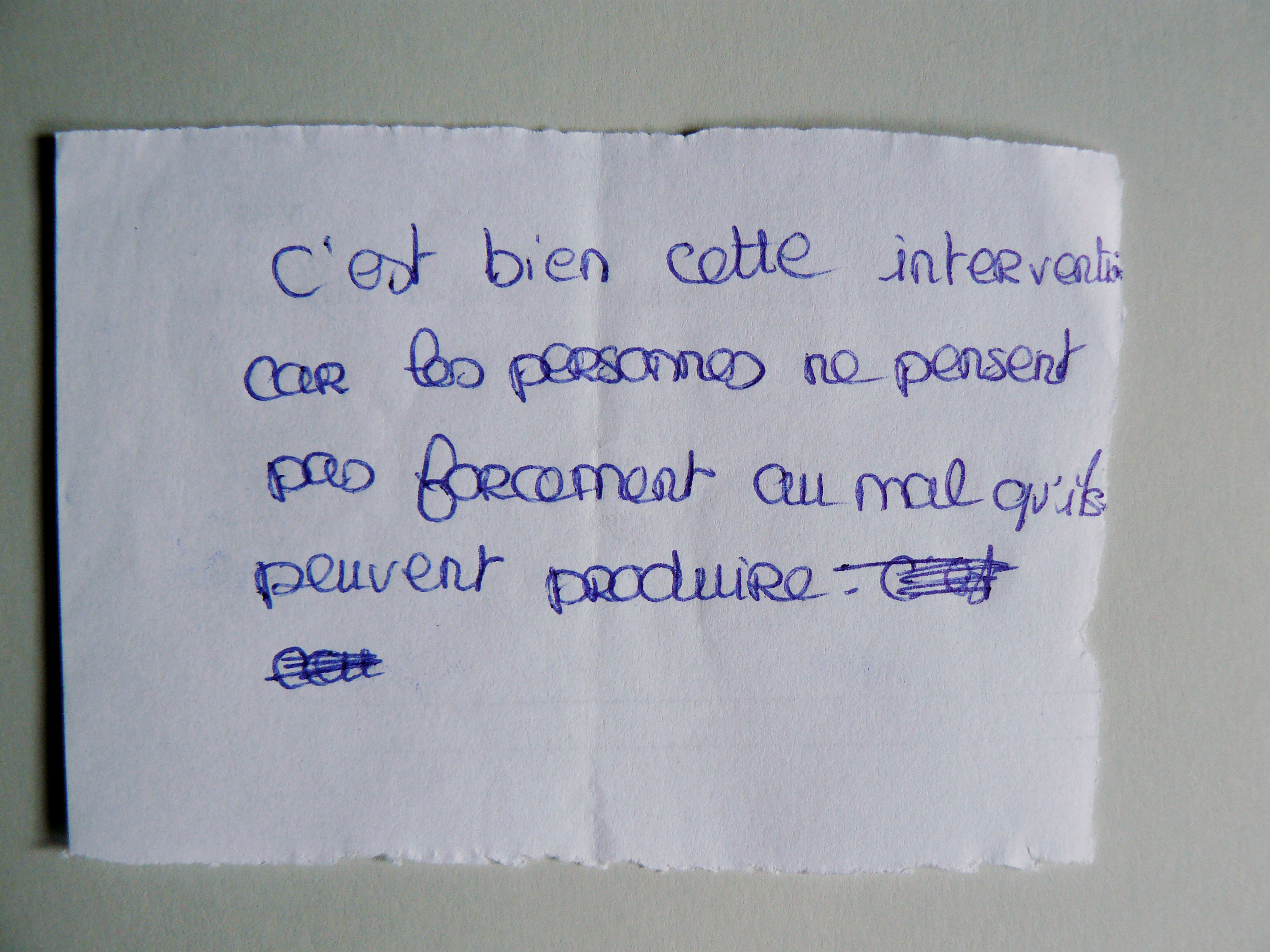
Message anonyme d'un ou une élève de collège à la suite d'une intervention de SOS homophobie en classe, 2014.

En mars 2008, Xavier Darcos, ministre de l'Éducation nationale, annonce, pour la première fois dans le monde de l'éducation, la lutte contre toutes formes de discriminations, dont l'homophobie, en milieu scolaire. Il en fait l'une des quinze priorités nationales de l'Éducation nationale pour l'année scolaire 2008-2009. Dans le domaine de l'éducation, la FIDL (Fédération Indépendante et Démocratique Lycéenne), premier syndicat lycéen en France, a également lancé des campagnes de lutte contre l'homophobie dans les lycées et chez les jeunes. La Fédération syndicale unitaire (FSU), principale organisation syndicale de l'Éducation nationale, et ses syndicats (SNEP, SNES, SNUEP, SNUipp, UNATOS, SNASUB, SNICS…), se sont également engagés dans la lutte contre les LGBTphobies par la création de commissions spécifiques[source insuffisante].

### Pénalisation
La loi de modernisation sociale, votée début 2002, a interdit officiellement toute discrimination à l'embauche et toute pratique basée sur le rejet des homosexuels dans le monde du travail (déroulement de carrière, harcèlement…).
Depuis, deux amendements à des lois anti-discriminations existantes ont été adoptés le 31 décembre 2004, réprimant les propos homophobes tenus publiquement (au même titre que les propos xénophobes, racistes, sexistes, handiphobes, etc.). La loi ne précisant pas le terme « homophobe », doit être compris comme tel tout propos qu'un jugement aura déclaré être homophobe[réf. nécessaire].
La loi du 30 décembre 2004 créait la Haute autorité de lutte contre les discriminations et pour l'égalité et disposait en son titre 3, en complément de la loi sur la presse de 1881, de stipulations plus spécifiques, qui font notamment des délits de l'injure, la diffamation, l'incitation à la haine ou à la discrimination à l'égard d'une personne ou d'un groupe de personnes à raison de leur sexe, de leur orientation sexuelle ou de leur handicap. Cette loi a été abrogée en 2011.
Comme dans quelques autres pays dans le monde, lorsque le mobile d'une agression physique ou d'un meurtre est l'orientation sexuelle de la victime, la loi alourdit les peines qui sont normalement données.
Le renforcement de la lutte contre les propos discriminatoires à caractère sexiste ou homophobe a été ainsi établi par le législateur :
- Article 20

Après le huitième alinéa de l'article 24 de la loi du 29 juillet 1881 sur la liberté de la presse, il est inséré un alinéa ainsi rédigé :
« Seront punis des peines prévues à l'alinéa précédent ceux qui, par ces mêmes moyens, auront provoqué à la haine ou à la violence à l'égard d'une personne ou d'un groupe de personnes à raison de leur sexe, de leur orientation sexuelle ou de leur handicap ou auront provoqué, à l'égard des mêmes personnes, aux discriminations prévues par les articles 225-2 et 432-7 du code pénal. »
- Article 21

La loi du 29 juillet 1881 précitée est ainsi modifiée :
1o Après le deuxième alinéa de l'article 32, il est inséré un alinéa ainsi rédigé : « Sera punie des peines prévues à l'alinéa précédent la diffamation commise par les mêmes moyens envers une personne ou un groupe de personnes à raison de leur sexe, de leur orientation sexuelle ou de leur handicap. »
2o Après le troisième alinéa de l'article 33, il est inséré un alinéa ainsi rédigé : « Sera punie des peines prévues à l'alinéa précédent l'injure commise dans les mêmes conditions envers une personne ou un groupe de personnes à raison de leur sexe, de leur orientation sexuelle ou de leur handicap. »

#### Propos portés devant la justice
À la suite de déclarations polémiques sur l’homosexualité, le député Christian Vanneste est poursuivi en justice par trois associations pour « injures publiques envers un groupe de personnes à raison de leur orientation sexuelle. » Il est condamné en première instance en 2006, condamnation confirmée en appel en 2007 ; mais, en 2008, la Cour de cassation casse cette décision, soulignant « que les restrictions à la liberté d'expression sont d'interprétation étroite », c'est-à-dire que la loi punissant une « injure commise […] envers une personne ou un groupe de personnes à raison […] de leur orientation sexuelle », il ne suffit pas que le propos incriminé établisse une discrimination, encore faut-il que l'injure soit caractérisée : « Des propos critiques, même s'ils peuvent choquer les homosexuels, ne sont pas nécessairement injurieux pour cette raison ». La Cour de cassation (qui, en France, exerce le contrôle sur le fond en matière de délit de presse) juge alors que « si les propos litigieux, qui avaient été tenus dans la suite des débats et du vote de la loi du 30 décembre 2004, ont pu heurter la sensibilité de certaines personnes homosexuelles, leur contenu ne dépasse pas les limites de la liberté d'expression »,.
L'arrêt est dénoncé par diverses associations de défense des homosexuels. Maître Eolas explique qu'on ne peut déduire de cet arrêt que « le délit d'injure homophobe [serait] en soi contraire à l'article 10 [de la CSDH] et de facto abrogé » et que — pour choquant qu'ils puissent être — les propos du député UMP « ne dépassent pas les limites de la liberté d’expression ». De son côté, le psychiatre Malick Briki, dans un ouvrage de thèse paru en 2009 et consacré aux lectures médicales et juridiques de l'homosexualité dans les sociétés occidentales, indique que la Cour de cassation fait primer de la sorte « la liberté d'expression sur la discrimination », mentionnant des commentateurs et juristes qui critiquent cet arrêt.
En janvier 2023, la justice française ouvre une enquête face à l'action de certains supporters de Montpellier, brandissant des banderoles à caractère homophobe lors d'un match de football, dénoncée par les médias et par la ministre des sports Amélie Oudéa-Castéra.

### Aide aux victimes d'homophobie
L'association Le Refuge a été reconnue d'utilité publique le 18 août 2011.

### Autres articles
- LGBTI en France
- SOS homophobie
- Homophobie
- Lesbophobie
- Biphobie
- Transphobie
- Violence contre la communauté LGBT
- Théorie complotiste du pédopiégeage LGBT
- Hétéronormativité
- Homosexualité dans le football professionnel